# Barrio
Barrio ist im allgemeinen Sinne in der spanischen Sprache die Bezeichnung für einen Stadtteil oder ein Stadtviertel. In vielen spanischsprachigen Ländern bezeichnet man mit „barrio“, teilweise offiziell, teilweise im allgemeinen Sprachgebrauch, eine Unterverwaltungseinheit von Metropolen. Dies gilt auch für philippinische Städte. Auf den Philippinen bezieht sich der Begriff „Barrio“ in ländlichen Gebieten auch einfach auf eine größere Ortschaft, die in der Sprache Filipino als Baryo bezeichnet wird.
Im engeren Sinne versteht man unter „Barrio“ in Lateinamerika die meist von indigener und karibischer schwarzer Bevölkerung bewohnten riesigen Vorstädte der großen Metropolen auf der Grenze zwischen Vorstadt und Slum. Auch die großen Latino-Viertel in den USA werden als „Barrio“ bezeichnet: So ist „El Barrio“ in New York City ein Synonym für Spanish Harlem.

## Barrio in Mittel- und Südamerika
Die südamerikanischen Barrios sind weit mehr als nur Stadtteile, sondern bezeichnen ein ganz besonderes Lebensgefühl, soziales Gefüge, Musik, Kultur, die sich von Barrio zu Barrio erheblich unterscheiden. Das reicht von Elendsvierteln am Rande der Müllkippe ohne Wasser und Strom über sozialpolitische Vorzeigeprojekte bis hin zu selbstbewussten Arbeiter-Vorstädten mit gut entwickelter Infrastruktur und wohlhabenderen Mittelklasse-Szene-Barrios. Das Barrio steht auch als vitales Gegenmodell zur leergezogenen, gesichtslosen Innenstadt.

### Prototyp Lima
Prototyp einer lateinamerikanischen Metropole mit ausgeprägter Barrio-Kultur ist die peruanische Hauptstadt Lima: Anfang des 20. Jahrhunderts begann die Bevölkerung zu expandieren und wuchs über die Stadtmauern der alten spanischen Stadt aus der Zeit der Conquista hinaus. Die wohlhabende obere Mittelschicht zog aus der überfüllten Mitte in die ruhigen Gartenvorstädte des Südens. Die etablierte Arbeiterklasse zog auf die andere Seite des Río Rímac und baute ihre eigenen Barrios: So ist „Barrio Obrero Industrial“ heute eine eigenständige, blühende Stadt mit guter Infrastruktur, einer Privatuniversität und rund 350.000 Einwohnern. Am äußersten Rand der Stadt, in den ehemals unbewohnten Sandwüsten am Fuße der Anden, ließen sich indigene Landflüchtlinge aus der Sierra nieder. Rund die Hälfte der geschätzten sieben Millionen Einwohner Limas wohnt heute in solchen improvisierten, halb illegalen Barrios; einige, so das berühmte Selbstverwaltungsprojekt „Villa El Salvador“, schafften sogar den Sprung zum sozialen Vorzeigeprojekt. Die Unterwanderung durch Terrorgruppen wie den berüchtigten „Sendero Luminoso“ (Leuchtender Pfad) sorgt jedoch immer wieder für massive Probleme.

### Barrio und Kriminalität
Berüchtigt ist das „Barrio Pablo Escobar“ bei Medellín in Kolumbien: Es wurde von dem gleichnamigen Drogendealer und ehemaligen „Staatsfeind Nr. 1“ für rund zwölftausend Menschen auf einer Müllkippe errichtet, wird vom kolumbianischen Staat jedoch nicht anerkannt und ist auf keiner Landkarte verzeichnet. Auch in mittelamerikanischen Staaten wie Honduras und El Salvador sind die Barrios hochexplosive gesellschaftliche Brennpunkte und Heimat der Jugendbanden der Mara, z. B. der berüchtigten Gang „Barrio 18“.

### Barrios in Venezuela und der Dominikanischen Republik
In Venezuela versteht man unter dem Wort Barrio vor allem die informellen Armenviertel, die sich (in erster Linie in den größten Städten wie Caracas, Valencia und Maracaibo) im Laufe der letzten Jahrzehnte gebildet haben. Darüber hinaus wird der Begriff hier auch als Beschreibung eines „Viertels“ eines Stadtteils (Parroquia) sowie als Abgrenzung der Stadtteile mit kleinen (oft selbst gebauten) Häusern gegenüber den großen Hochhäusern (Edificios) verwendet.
Die erstere Bedeutung spiegelt sich auch im Namen eines Sozialprogramms der bolivarianischen Regierung wider: Barrio Adentro (Hinein ins Barrio, Im Barrio). Die sog. Misión soll eine kostenlose medizinische Grundversorgung für alle (also vor allem auch für die verarmten Menschen in den Barrios) gewährleisten. Unterstützung erhält sie von kubanischen Ärzten, die seit Gründung des Programms in den Armenvierteln und anderen betroffenen Gebieten arbeiten.
In der Dominikanischen Republik haben Barrios eine ähnlich Bedeutung wie in Venezuela.

## Barrio in den USA

### Kalifornien
In den USA, vor allem in Südkalifornien, steht „Barrio“ als Synonym für Latino-Viertel vor allem an sozialen Brennpunkten der größeren Städte. Die „barrio gangs“ stehen dabei für eine gesellschaftliche Grauzone zwischen kultureller Identität und Kriminalität.

### New York
In New York City, das mit Spanish Harlem („El Barrio“) eines der größten und bekanntesten Barrios der USA hat, erinnert das „Museo del Barrio“ an der 5th Avenue an lateinamerikanische und karibische Stadtteilkultur.

### Puerto Rico
In Puerto Rico wird der Begriff Barrio verwendet, um eine Unterteilung eines Municipio und seiner untersten offiziell anerkannten Verwaltungseinheit zu bezeichnen. Ein Barrio in Puerto Rico ist nicht mit politischer Autorität ausgestattet.

## Barrio in Europa
Auch in Europa werden mehrheitlich von Lateinamerikanern bewohnte Stadtviertel als „Barrio“ bezeichnet, hier aber eher im Sinne einer eigenständigen, lebendigen Kneipen- und Kulturszene; das größte in Deutschland ist das „Barrio Latino“ in Saarbrücken.

In Spanien wird als barrio bezeichnet: 
- ein Gemeindeteil, Beispiel: der Teil „Puerto Naos“ der Gemeinde Los Llanos (INE-Code 38 024 00 08 00)
- ein Teil eines Gemeindeteils, Beispiel: das Dorf „Puerto Naos“ des Teils „Puerto Naos“ der Gemeinde Los Llanos (s. o.)  (INE-Code 38 024 00 08 02)
- ein Teil eines Gemeindeteils zusammen mit den unmittelbar umliegenden verstreuten Häuser; keine statistische Zuordnung möglich
- eine historisch gewachsene Ortslage, die Teil eines Gemeindeteils, jedoch statistisch keine eigene Entität ist. Beispiel: Los Campitos (liegt im Gemeindeteil Las Manchas der Gemeinde Los Llanos de Aridane); keine statistische Zuordnung möglich
- eine historisch gewachsene Ortslage, die sich aus Gemeindeteilen mehrerer Gemeinden bzw. Gemeindeteilteilen mehrerer Gemeinden bzw. Gemeindeteilteilen mehrerer Gemeindeteile einer Gemeinde zusammensetzt. Beispiel: Las Manchas (setzt sich zusammen aus dem Gemeindeteil Las Manchas der Gemeinde Los Llanos de Aridane und dem Gemeindeteil Las Manchas der Gemeinde El Paso); keine statistische Zuordnung möglich